# 고영수
고영수(1950년 9월 1일 ~ )는 대한민국의 희극인이다.

## 학력
- 1966~1969 중앙고등학교
- 1969~1975 성균관대학교 토목공학 학사

## 경력
- 1969 영동개발 직원
- 1970 MBC 전속 MC
- 1983 동아생명보험 홍보요원
- 2014 동아방송예술대학교 디마종합촬영소장

## 출연

### 방송

#### 드라마
- 1989 MBC 미니시리즈 천사의 선택 (기타리스트 역)
- 1990 MBC 별난가족 별난학교

#### 교양
- KBS 2TV 녹색신기루
- KBS 1TV TV쇼 진품명품
- KBS 2TV 여유만만
- MBN 아궁이

#### 예능
- 1984 MBC 유쾌한 스튜디오
- MBC 청춘 일번지
- 1985 KBS 2TV 유머 일번지
- 1987 KBS 2TV 코미디 하이웨이
- 1985-1998 KBS 2TV 가족오락관 게스트

#### 라디오
- TBC 동양방송 FM 밤의 다이얼
- MBC 표준FM 별이 빛나는 밤에
- MBC 표준FM 토요일 밤에
- CBS 음악FM 꿈과 음악 사이에
- CBS 음악FM 올 나이트 팝스
- CBS 표준FM 명랑하이웨이
- MBC 표준FM 청춘만세
- MBC FM4U 정오의 희망곡
- 1986 KBS 해피FM 즐거운 7시
- 1987 MBC 표준FM 즐거운 오후 2시
- KBS 해피FM 저녁의 희망가요
- 1991 CBS 음악FM 가요산책
- TBS 교통방송 가요운전석
- MBC 표준FM 재미있는 라디오
- 2014 CBS 표준FM 싱싱싱

### 영화
- 1974 그건 너
- 1974 이름 모를 소녀
- 1975 태양 닮은 소녀
- 1975 미스 염의 순정시절
- 1981 본전생각 - 고복칠 역

### 광고
- 1981 롯데 홀쭉이, 뚱뚱이이 맛포 (with 강수연)
- 1985 농심 너구리 - 고영수, 내 너구리 편
- 1989 코오롱제약 덴타돌 (인쇄 광고) (with 전유성)